# Strict Baptists
Die Strict Baptists (deutsch etwa: strikte, strenge Baptisten) sind eine lose Vereinigung von Baptisten mit etwa 6000 Mitgliedern in Großbritannien. Manchmal wird die Bezeichnung Gospel Standard Baptists verwendet. Die einzelnen Gemeinden sind relativ selbständig, so dass es auch gewisse Unterschiede in Lehre und Praxis geben kann. Sie gehören zur calvinistischen Richtung der Particular Baptists, die im Unterschied zu den General Baptists nicht von einem universalen Heilswillen Gottes ausgehen. Die gemeinsame Feier des Herrenmahls findet in geschlossener Form statt (strict oder closed communion), d. h. nur die eigenen, getauften Mitglieder sind zugelassen. Diese ursprünglich sehr verbreitete enge Praxis wurde auch noch von Johann Gerhard Oncken (in Deutschland) aufrechterhalten, während Charles Haddon Spurgeon eine calvinistische Heilslehre mit einer offenen Herrenmahlpraxis verband. Ähnlich öffneten sich im 19. Jahrhundert viele Baptistengemeinden, und im 20. Jahrhundert standen im Kirchenleben andere Themen im Vordergrund, so dass sich diese enge Praxis nur noch bei einer kleinen Minderheit findet.
Das soziale Leben dieser Baptisten spielt sich zum größten Teil untereinander ab. Sonntäglich finden zwei Gottesdienste statt, in denen die Wortverkündigung zentral ist. Der Kirchenbesuch ist überdurchschnittlich.
Ähnliche Gruppen in den USA werden dort als Reformed Baptists oder Sovereign Grace Baptists bezeichnet.

## Gemeinden
| Gemeinde                         | Ort                                 | Besonderheiten | Bild |
| -------------------------------- | ----------------------------------- | -------------- | ---- |
| Bethel Chapel                    | Allington                           |                |      |
| Zoar Chapel                      | Ashwell                             |                |      |
| Jireh Chapel                     | Attleborough                        |                |      |
| Hope Chapel                      | Barton-le-Clay                      |                |      |
| Old Bexley Baptist Chapel        | Bexley                              |                |      |
| Ebenezer Chapel                  | Biddenden                           |                |      |
| Providence Chapel                | Biggleswade                         |                |      |
| Providence Chapel                | Birkenhead                          |                |      |
| Hope Chapel                      | Blackboys                           |                |      |
| Strict Baptist Chapel            | Blunsdon Hill                       |                |      |
| Ebenezer Chapel                  | Bodle Street                        |                |      |
| Mount Zion Chapel                | Bournemouth                         |                |      |
| Zion Chapel                      | Brabourne Lees                      |                |      |
| Salem Chapel                     | Braintree                           |                |      |
| Galeed Chapel                    | Brighton                            |                |      |
| Rehoboth Chapel                  | Bromley                             |                |      |
| Strict Baptist Chapel            | Broughton Gifford                   |                |      |
| Zoar Chapel                      | Canterbury                          |                |      |
| Salem Chapel                     | Carshalton                          |                |      |
| Old Baptist Chapel               | Chippenham                          |                |      |
| Strict Baptist Chapel            | Clifton                             |                |      |
| Strict Baptist Chapel            | Colnbrook                           |                |      |
| Strict Baptist Chapel            | Coppice                             |                |      |
| Cranbrook Strict Baptist Chapel  | Cranbrook                           |                |      |
| Providence Chapel                | Croydon                             |                |      |
| Zoar Chapel                      | Dicker                              |                |      |
| Providence Chapel                | East Peckham                        |                |      |
| Grove Road Strict Baptist Church | Eastbourne                          |                |      |
| Strict Baptist Chapel            | Fenstanton                          |                |      |
| Providence Chapel                | Gravesend                           |                |      |
| Hope Chapel                      | Great Yeldham                       |                |      |
| Strict Baptist Chapel            | Grove                               |                |      |
| Bethel Chapel                    | Guildford                           |                |      |
| Zoar Chapel                      | Handcross                           |                |      |
| Cave Adullam Chapel              | Haslingden                          |                |      |
| Ebenezer Baptist Church          | Hastings                            |                |      |
| Ebenezer Chapel                  | Haynes                              |                |      |
| Jireh Chapel                     | Haywards Heath                      |                |      |
| Ebenezer Chapel                  | Heathfield (Broad Oak)              |                |      |
| Ebenezer Chapel                  | Horam                               |                |      |
| Hope Chapel                      | Horsham                             |                |      |
| Providence Chapel                | Irthlingborough                     |                |      |
| Rehoboth Chapel                  | Jarvis Brook                        |                |      |
| Strict Baptist Chapel            | Kirkland                            |                |      |
| Strict Baptist Chapel            | Lakenheath                          |                |      |
| Strict Baptist Chapel            | Lamberhurst                         |                |      |
| Mount Zion Chapel                | Leatherhead                         |                |      |
| Ebenezer Chapel                  | Leeds                               |                |      |
| Zion Chapel                      | Leicester                           |                |      |
| Evington Chapel                  | Leicester                           |                |      |
| Strict Baptist Chapel            | Little Downham Fen (Cambridgeshire) |                |      |
| Bethel Chapel                    | Luton                               |                |      |
| Ebenezer Chapel                  | Luton                               |                |      |
| Priory Chapel                    | Maidstone                           |                |      |
| Strict Baptist Chapel            | Manchester                          |                |      |
| Ebenezer Church                  | Matfield                            |                |      |
| Strict Baptist Chapel            | Mayfield                            |                |      |
| Ebenezer Chapel                  | Melksham                            |                |      |
| Hope Chapel                      | Mount Bures                         |                |      |
| Providence Chapel                | Northampton                         |                |      |
| Zoar Chapel                      | Norwich                             |                |      |
| Hope Chapel                      | Nottingham                          |                |      |
| Strict Baptist Chapel            | Oakington                           |                |      |
| Ebenezer Chapel                  | Ossett                              |                |      |
| Salem Chapel                     | Portsmouth                          |                |      |
| Zion Chapel                      | Prestwood                           |                |      |
| Zoar Chapel                      | Reading                             |                |      |
| Hope Chapel                      | Redhill                             |                |      |
| Ebenezer Chapel                  | Richmond                            |                |      |
| Ebenezer Chapel                  | Ripley                              |                |      |
| Hope Chapel                      | Rochdale                            |                |      |
| Zoar Chapel                      | Romford                             |                |      |
| Providence Chapel                | Rotherfield                         |                |      |
| Bethel Chapel                    | Rye                                 |                |      |
| Strict Baptist Church            | Scaynes Hill                        |                |      |
| Hope Chapel                      | Sedgley                             |                |      |
| Moden Hill Chapel                | Sedgley                             |                |      |
| Providence Chapel                | Shoreham-by-Sea                     |                |      |
| Rehoboth Chapel                  | Sible Hedingham                     |                |      |
| Bethel Chapel                    | South Chard                         |                |      |
| Bethel Chapel                    | South Moreton                       |                |      |
| Bethesda Chapel                  | Southampton                         |                |      |
| Strict Baptist Chapel            | Southery                            |                |      |
| Southill Strict Baptist Chapel   | Southill                            |                |      |
| Providence Chapel                | Staplehurst                         |                |      |
| Hope Chapel                      | Stotfold                            |                |      |
| Little Zoar Chapel               | Studley                             |                |      |
| Strict Baptist Chapel            | Swanwick Shore                      |                |      |
| Strict Baptist Chapel            | Swavesey                            |                |      |
| Rehoboth Chapel                  | Swindon                             |                |      |
| Jireh Chapel                     | Tenterden                           |                |      |
| Providence Chapel                | Thurlstone                          |                |      |
| Hanover Chapel                   | Tunbridge Wells                     |                |      |
| Strict Baptist Chapel            | Uckfield                            |                |      |
| Strict Baptist Chapel            | Uffington                           |                |      |
| Wattisham Strict Baptist Chapel  | Wattisham                           |                |      |
| Bethel Chapel                    | Wivelsfield                         |                |      |